# 字母結合
字母結合（英語：letter blending）指的是兩個以上的英文字母的子音結合。字母結合常見於英文詞彙的開頭或結尾，為的是創造出特別的讀音。
在字母結合中的每個字母都會發音；相形之下，二合字母則是多個字母結合後只發出一個讀音。

## 來源
1. 1 2 3  . ABC FAST Phonics.   [2018-08-25]. （原始内容存档于2020-11-05）.
2. ↑  . Learn To Read Program.   [2018-08-25]. （原始内容存档于2019-08-18）.
3. ↑  Brown, April. . Education.com. 2015-08-02  [2018-08-25]. （原始内容存档于2020-10-24）.